# Bogdan Alexandrowitsch Kisselewitsch
Bogdan Alexandrowitsch Kisselewitsch (russisch Богдан Александрович Киселевич; englische Transkription: Bogdan Alexandrovich Kiselevich; * 14. Februar 1990 in Tscherepowez, Russische SFSR) ist ein russischer Eishockeyspieler, der seit Dezember 2024 bei Lokomotive Jaroslawl aus der Kontinentalen Hockey-Liga (KHL) unter Vertrag steht und dort auf der Position des Verteidigers spielt. Bei den Olympischen Winterspielen 2018 gewann Kisselewitsch unter neutraler Flagge die Goldmedaille.

## Karriere

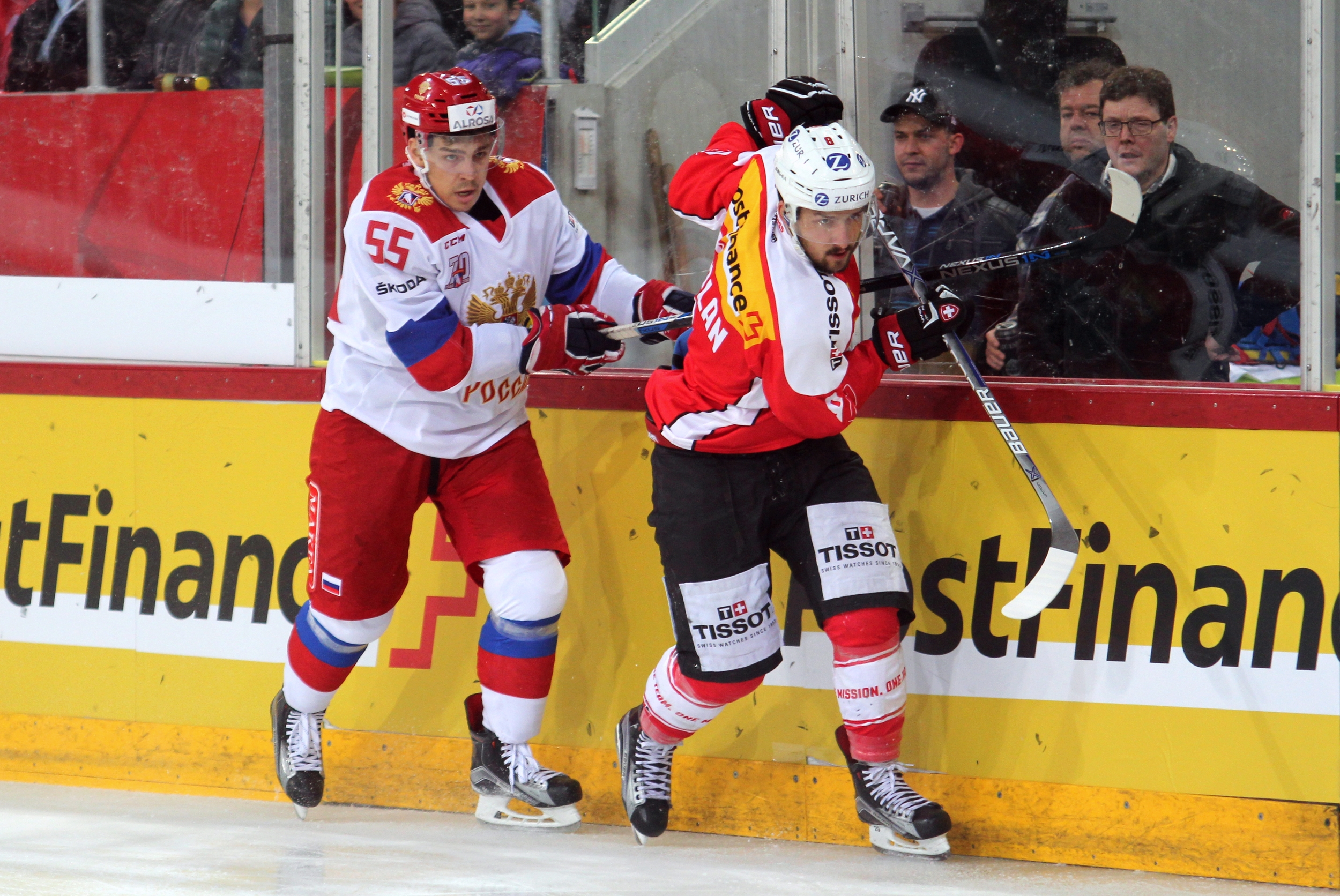
Kisselewitsch (links) im Trikot der Sbornaja

Bogdan Kisselewitsch begann seine Karriere als Eishockeyspieler in seiner Heimatstadt in der Nachwuchsabteilung von Sewerstal Tscherepowez, in der er bis 2007 aktiv war. Anschließend verbrachte er je ein Jahr bei den Profimannschaften von ZSK WWS Samara und HK Lipezk in der Wysschaja Liga, der zweiten russischen Spielklasse, ehe er gegen Ende der Saison 2008/09 zu Sewerstals zweiter Mannschaft aus der drittklassigen Perwaja Liga zurückkehrte. Beim CHL Import Draft 2008 hatten ihn die Tri-City Americans als 60. und damit letzten Spieler der ersten Runde ausgewählt, er blieb jedoch in seiner russischen Heimat. In der Saison 2009/10 lief der Verteidiger erstmals für die Profimannschaft von Sewerstal Tscherepowez in der Kontinentalen Hockey-Liga auf, wobei er in 43 Spielen punktlos blieb und 20 Strafminuten erhielt. Parallel spielte er für die Juniorenmannschaft Almas Tscherepowez in der multinationalen Nachwuchsliga Molodjoschnaja Chokkeinaja Liga. In der Saison 2011/12 stand er zunächst ausschließlich für das KHL-Team von Sewerstal Tscherepowez auf dem Eis, ehe er in den MHL-Playoffs erneut bei Almas aushalf.
Im Mai 2014 schickte ihn das Management von Sewerstal zum HK ZSKA Moskau, die im Gegenzug Sachar Arsamaszew sowie eine finanzielle Entschädigung von 100 Millionen Rubel an Sewerstal transferierten. In den folgenden vier Jahren erreichte Kisselewitsch mit Moskau zweimal das Finale um den Gagarin-Pokal, war dort allerdings jeweils unterlegen. Im Juni 2018 wechselte der Verteidiger nach Nordamerika und unterzeichnete einen Einjahresvertrag bei den Florida Panthers aus der National Hockey League (NHL). Dort war er bis Februar 2019 in der NHL aktiv und kam zu 32 Einsätzen, ehe er für ein Siebtrunden-Wahlrecht im NHL Entry Draft 2021 zu den Winnipeg Jets transferiert wurde. Bei den Jets absolvierte der Russe bis zum Saisonende kein weiteres Spiel mehr.
Im Sommer desselben Jahres kehrte Kisselewitsch schließlich nach nur einem Jahr in Nordamerika in seine russische Heimat zu ZSKA Moskau zurück. Dort erreichte er mit dem Armeesportklub in der Saison 2020/21 die Finalserie um den Gagarin-Pokal, die allerdings gegen den HK Awangard Omsk verloren ging. Im folgenden Spieljahr sicherte sich der Verteidiger schließlich den Titel mit der Mannschaft. Obwohl Kisselewitschs Vertrag über den bereits im Dezember 2021 um zwei weitere Jahre bis zum Sommer 2024 verlängert worden war, wurde er im Dezember 2022 im Tausch für Wladimir Brjukwin zu Awangard Omsk transferiert. In Omsk war Kisselewitsch bis zum Ende der Spielzeit 2023/24 aktiv. In der Folge erhielt er im Juli 2024 einen neuen Vertrag bei Neftechimik Nischnekamsk. Dort kam der Abwehrspieler bis Mitte Dezember desselben Jahres zu 25 Einsätzen, bevor es zur Vertragsauflösung kam. Anschließend spielte er auf Probe für den Ligakonkurrenten Lokomotive Jaroslawl, wo ihm wenig später ein neues Arbeitspapier bis zum Ende des Spieljahres 2024/25 unterbreitet wurde.

### International
Für Russland nahm Kisselewitsch an der Weltmeisterschaft 2017 teil und gewann mit seiner Mannschaft die Bronzemedaille. Hierbei wurde er in zehn Partien eingesetzt und erzielte zwei Treffer bei drei Vorlagen. Anschließend gewann er bei den Olympischen Winterspielen 2018 unter neutraler Flagge die Goldmedaille. Bei der Weltmeisterschaft 2018 wurde er mit den Russen Sechster im Abschlussklassement.

## Erfolge und Auszeichnungen
- 2014 Teilnahme am KHL All-Star Game
- 2018 KHL First All-Star Team
- 2022 Gagarin-Pokal-Gewinn und Russischer Meister mit dem HK ZSKA Moskau

### International
- 2017 Bronzemedaille bei der Weltmeisterschaft
- 2018 Goldmedaille bei den Olympischen Winterspielen

## Karrierestatistik
Stand: Ende der Saison 2023/24

### International
| Vertrat Russland bei: - Weltmeisterschaft 2017 - Weltmeisterschaft 2018 | Vertrat die Olympischen Athleten aus Russland bei: - Olympischen Winterspielen 2018 |

(Legende zur Spielerstatistik: Sp oder GP = absolvierte Spiele; T oder G = erzielte Tore; V oder A = erzielte Assists; Pkt oder Pts = erzielte Scorerpunkte; SM oder PIM = erhaltene Strafminuten; +/− = Plus/Minus-Bilanz; PP = erzielte Überzahltore; SH = erzielte Unterzahltore; GW = erzielte Siegtore; 1 Play-downs/Relegation; Kursiv: Statistik nicht vollständig)